# Start a Fire
"Start a Fire" är en låt som är skriven av Stefan Örn, Johan Kronlund och Alessandra Günthardt. Låten var Azerbajdzjans bidrag i Eurovision Song Contest 2014, och framfördes av artisten Dilara Kazimova.
Bidraget fick 57 poäng i semifinalen och hamnade därmed på 9:e plats. I finalen fick bidraget 33 poäng och hamnade på 22:e plats av 26.